# Небостъргачът
„Небостъргачът“ (на английски: „Skyscraper“) е американски екшън филм за 2018 г., написан и режисиран от Раусън Маршал Търбър и с участието на Дуейн Джонсън, Нев Кембъл, Чин Хан, Роланд Мюлер, Ноа Тейлър, Байрън Ман, Пабло Шрайбер и Хана Куиливан.
Сценарист и режисьор е Роусън Маршал Търбър (Агент и 1/2, Семейство Милър), а продуценти са Бю Флин (Сан Андреас, Спасители на плажа), Джонсън Търбър и Хирам Гарсия (Сан Андреас, Агент и 1/2). Изпълнителен продуценти са Дани Гарсия (Спасители на плажа), Уенди Джейкъбсън (Сан Андреас), Ерик Хедаят (Великата стена), Ерик МакЛауд (Карибски пирати).

## Сюжет
Дуейн Джонсън влиза в ролята на бивш агент на отдела за спасяване на заложници към ФБР и ветеран от армията на САЩ Уил Форд. Настоящата работа на Уил е да оценява рисковете за сигурността на небостъргачи по цял свят. Докато работи по нова поръчка в Китай, той установява, че най-високата и най-безопасна сграда в света е под атака, а той е несправедливо заподозрян. Превърнал се в беглец, Уил трябва да открие виновните, да изчисти името си и да намери начин да спаси семейството си, което е хванато в капан над огнената стихия, обхванала 96-ия етаж на небостъргача.